# Kaszpi-tenger

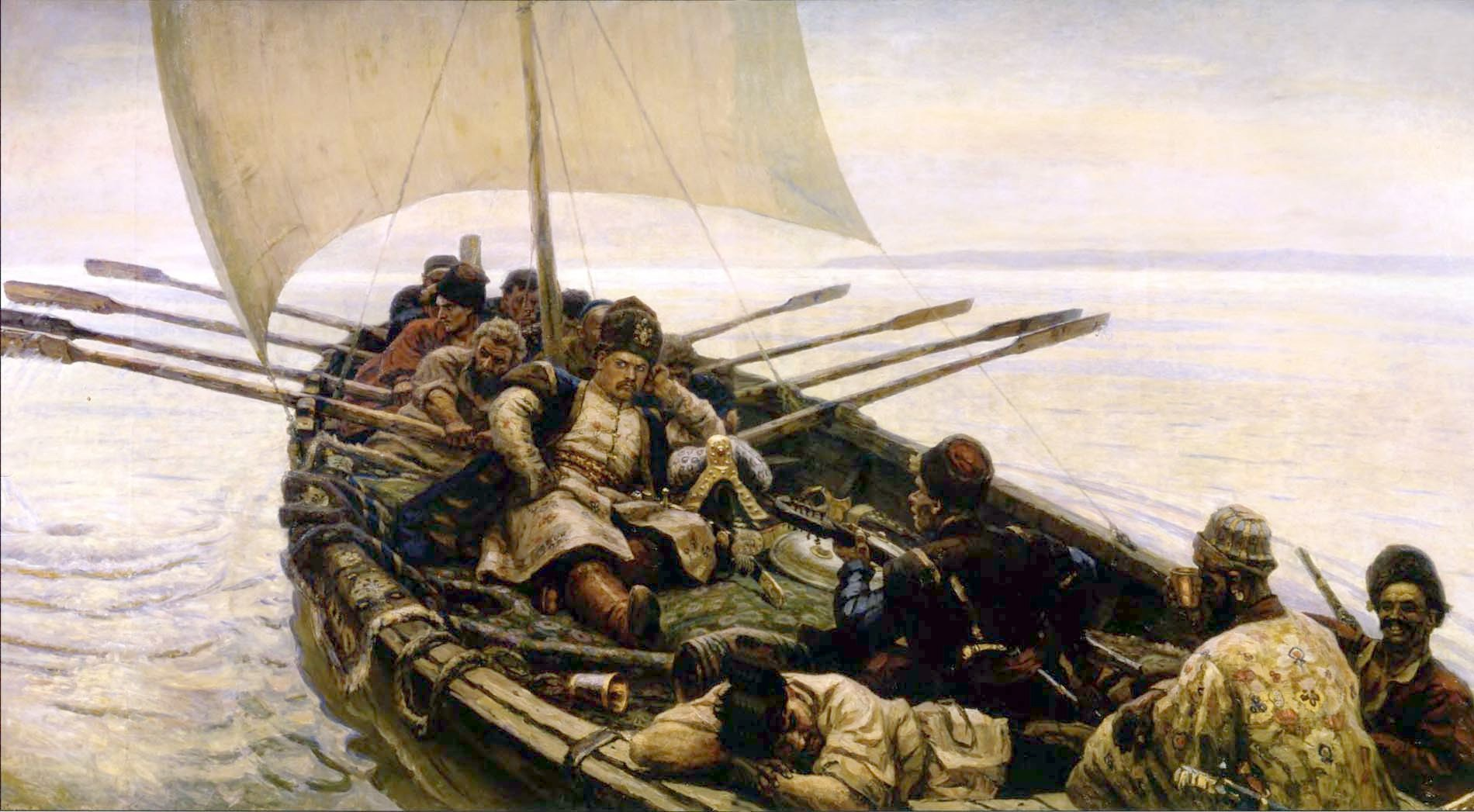
Razin Sztenyka (Vaszilij Ivanovics Szurikov)

A Kaszpi-tenger vagy Kaszpi-tó a Föld legnagyobb tava kb. 371 ezer km²-es területével és 78 ezer km³-es térfogatával. Belső, zárt víztömeg, Európa és Ázsia találkozásánál, Oroszország, Azerbajdzsán, Türkmenisztán, Kazahsztán és Irán között. Szintje 27–28 méterrel a világtengerek alatt van. Sótartalma körülbelül 12 ezrelék, egyharmada a tengervíznek. Ismert a Hét tenger egyikeként is. Legnagyobb táplálója a Volga.

## Etimológia
A "Kaszpi" szó nagy valószínűséggel a kaszpioszok nevű ősi nép nevéből ered, akik a tengertől délnyugatra éltek.
A partvidék ősi írásos beszámolói alapján a Kaszpi-tengert óceánnak vagy tengernek tekintették, valószínűleg sótartalma és nagy mérete miatt. Ezért kapta a tenger nevet is, mert amikor megkóstolták a tó vízét, sósnak találták.

## Földrajza

### Határa, partvonala
A Kaszpi-tengert Oroszország (Dagesztán, Kalmükföld, Asztrahanyi terület), Azerbajdzsán, Irán (Gilán, Mázandarán és Gulisztán tartományok), Türkmenisztán és Kazahsztán határolja. Része a türkmenisztáni parton a Kara-Bogaz-öböl.
A partvonalának hosszát körülbelül 6500-6700 kilométerre, a szigetekkel együtt pedig akár 7000 kilométerre becsülik.
Egy iráni adat alapján a a Kaszpi-tenger partjának mintegy 6500 km-es részén az országok partvonalának hossza:
- Kazahsztán - 1900 km
- Türkmenisztán - 1768 km
- Azerbajdzsán - 1355 km
- Oroszország - 820 km
- Irán - 657 km

Az északi részen a partvonalat a Volga és az Urál folyó torkolatai és szigetei tagolják, a partvonal itt alacsony, mocsaras, a vízfelületet sok helyen bozótos borítja. A keleti partvonalat félsivatagos és sivatagos mészkőpartok uralják.

### Főbb adatok
- Területe kb. 371 000 km²,[1] ez nagyjából megegyezik Németország és Belgium együttes területével. A víz területe és térfogata jelentősen változik a vízszint ingadozásától függően.[4]
- Legnagyobb mélysége: 1025 méter,[5][6] ez a Déli-Kaszpi-depresszióban van. A legmélyebb pontját tekintve a harmadik helyen áll a világon, a Bajkál-tó (1620 m) és a Tanganyika-tó (1435 m) mögött.
- Átlagos mélysége 184 [7] – 208 méter.[8] Ugyanakkor a tenger északi része sekély: legnagyobb mélysége itt nem haladja meg a 25 métert, az átlagos mélysége pedig csak 4 méter.
- Legnagyobb hossza (északról délre): 1030 km (keleti hosszúság 50° 00'),[8] más adat szerint 1200 km
- Maximális szélessége: 435 km (é. sz. 45°30')[8]
- Minimális szélessége: 196–200 km (é. sz. 40°30' mentén)[8]

### Szigetek
A Kaszpi-tengernek számos szigete van, mindegyik a partok közelében. Körülbelül ötven jelentősebb sziget található a tengerben, amelyek összterülete körülbelül 350 km². A türkmenisztáni Ogurja Ada a legnagyobb sziget.
A legtöbb sziget kicsi és lakatlan, de van néhány lakott is. Az Azerbajdzsánhoz közeli szigetek közül sok igen fontos a kőolajlelőhelyeik miatt. Ebből kifolyólag ezek a szigetek óriási környezeti károkat szenvednek el, mint például a Dash Zirja.
- Bulla
- Çikil
- Çilov
- Gil
- Nargin
- Pirallahı
- Qara Su
- Qum
- Səngi Muğan
- Vulf
- Zənbil
- Ashuradeh (Mazandaran)

### Folyók
Százharminc kisebb-nagyobb folyó ömlik a Kaszpi-tengerbe, ebből kilenc folyónak deltatorkolata van.
Fő édesvízi befolyása Európa leghosszabb folyója, a Volga, amely a tó északi végén torkollik bele. Ezen kívül a legnagyobb folyók (Urál, Tyerek, Szulak, Emba, Kura) a Kaszpi-tengerbe irányuló éves befolyás 88-90%-át adják.
- Atrek (Türkmenisztán)
- Emba (Kazahsztán)
- Kuma (Oroszország)
- Kura vagy Kür (Azerbajdzsán)
- Szamur (Oroszország)
- Szefid Rud (Irán)
- Szulak (Oroszország)
- Tyerek (Oroszország)
- Urál (Oroszország)
- Volga (Oroszország)

### Városok
Jelentősebb települések a Kaszpi-tenger partján és közelében:
Azerbajdzsánban
- Baku, a legnagyobb kikötőváros a Kaszpi-tenger partján és ezzel együtt Azerbajdzsán fővárosa. Az Abşeron-félsziget déli részén található;
- Astara, az Abşeron-félsziget északi részén,
- Lənkəran, Azerbajdzsán déli határa közelében,
- Sumqayıt,
- Neft Daşları, az olajmunkások települése, amely az Abşeron-félszigettől délkeletre található. Létesítményei mesterséges szigeteken és technológiai platformokon helyezkednek el.

Oroszországban
- Asztrahánt a Kaszpi-tenger kikötővárosának is tartják, amely azonban nem a Kaszpi-tenger partján, hanem a Volga-deltában található, 100 kilométerre a tenger északi partjától.
- Derbent, Oroszország egyik legdélibb városa.

Türkmenisztánban
- Türkmenbaşi, (korábban Krasznovodszk), a Krasznovodszki-öböl északi partján található,
- Avaza, egy fontos üdülőhely.

Kazahsztánban
- Atirau, (korábban Gurjev), az Urál folyó deltájában, északon található, 20 km-re a tengertől,
- Aktau, (korábban Sevcsenko), kikötőváros a tenger keleti részén,

Iránban
- Szári,
- Astara,
- Bandar Anzali, Gilán tartomány,
- Rámszar, Mázandarán tartomány,
- Csálusz, Mázandarán tartomány,
- Nousahr, Mázandarán tartomány,
- Bábolszar, Mázandarán tartomány,
- Bandar Torkaman, Gulisztán tartomány,

## Története
Földtörténetileg a Kaszpi-tenger a Tethys-óceán, illetve az abból lefűződött, a pliocén végéig létező Paratethys-tenger maradványa a Fekete-tengerrel és az Aral-tóval együtt.
A Behshahr város közelében található Huto- és Kamarband-barlangokban végzett kutatások azt jelzik, hogy már 75 000 éve emberlakta terület.

## Gazdaság

### Kőolaj- és földgázkitermelés
A Kaszpi-tenger területén számos kőolaj- és földgázmező található. Egyes adatok szerint itt található a világ harmadik legnagyobb olaj- és gázlelőhelye.
A kőolaj-kitermelés 1820-ban kezdődött, amikor az első olajkutat fúrták a Baku melletti Abşeron-talapzaton. A 19. század második felében az Abşeron-félszigeten, majd más területeken is megindult az ipari méretű olajkitermelés. 1949-től a Kaszpi-tenger fenekéről is kezdtek olajat kitermelni.
Geológiai kutatások ma mintegy 10 milliárd hordónyi kőolaj és 48 ezer milliárd köbméter földgáz biztos készletet jeleznek, míg további 233 milliárd hordónyi kőolajat feltételeznek 50%-os valószínűséggel. A vízterületet körülvevő öt országra jellemző a befektetések iránti igény, a rossz infrastruktúra és az idejétmúlt termelési technológia. Az országok egymás közötti viszonyára, valamint az energiahordozókban gazdag térség kiaknázhatóságára a jövőben hatással lehetnek az etnikai konfliktusok, a kitermelt energiahordozók szállítási útvonalai, valamint a Kaszpi-tenger nemzetközi jogi státuszának tisztázása. Az örmények és azeriek közötti hegyi-karabahi konfliktus, a Grúziában zajló abháziai és dél-oszétiai függetlenségi küzdelem, illetve az orosz-csecsen harcok mind befolyásoló tényezőként hatnak az energiahordozó csővezetékek útvonaltervezésére és a térségbe irányuló befektetésekre.[forrás?]
A posztszovjet térségben történő energiahordozó kitermelést az is nehezíti, hogy a Kaszpi-tengerrel határos országok továbbra sem tudnak megállapodni a tengerfenék jogi státuszáról, vagyis a határok kérdése nem rendezett. A vita alapja, hogy a kérdéses vízterület tengernek vagy tónak minősül-e. Amennyiben tó, akkor szuverén országok között a kijelölt középső elválasztó vonal mentén történő felosztás elve érvényesülne. Ezt azonban Irán ellenzi, melyet térségbeli hadgyakorlatokkal is nyomatékosított. Amennyiben tengernek minősítenék a kérdéses területet, akkor a tengerfenék kincseiből közös együttműködéseken keresztül mind az öt ország egyformán részesülhetne. Mivel a Kaszpi-tenger északról délre haladva rohamosan mélyül – Iránnál néhol 1000 méteres mélységet is elérve – Irán kőolaj-kitermelése erősen technikafüggő. Irán a közelmúltban alternatívaként felajánlotta a vízterület és a vízfenék öt egyenlő részre osztását, amit Oroszország elutasított. 2003 májusában Irán opponálása ellenére Oroszország, Azerbajdzsán és Kazahsztán egymás között felosztotta a Kaszpi-tenger 64%-át kitevő északi részt, és a kőolaj- valamint földgázkitermelést Irán és Türkmenisztán ellenkezése dacára tovább folytatta.[forrás?]

### Halászat
Jelentős a halászat.
A világ tokhalfogásának zöme a Kaszpi-tengeren történik. 1992 és 2007 között viszont a tengerben a tokhalfélék száma drasztikusan lecsökkent, ezért Oroszországban 2007-től 10 évre be is tiltották a halászatát és az értékesítését.

## Környezeti ártalmak
2000-ben a globális éghajlatváltozás következtében szokatlanul korán elolvadt jégtáblák miatt 20 000 – főként fiatal – kaszpi fóka pusztult el. 2007 májusában 800 állat esett áldozatul a korai nyárnak.

## Jogállása
A Szovjetunió felbomlása előtt a partján levő két ország (Szovjetunió és Irán) tónak tekintette, és ennek megfelelően osztották fel egymás között. Ezt követően viszont a partján már öt ország (Oroszország, Kazahsztán, Irán, Azerbajdzsán, és Türkmenisztán) helyezkedett el, és nem tudtak megállapodásra jutni: Irán tónak tekintette, de a többi négy ország tengernek. A tengerekre az ENSZ tengerjogi egyezménye vonatkozik, ami szabályozza a természeti kincsek felhasználását, területi jogokat, környezetvédelmet, és a tengerparti országokon túlmenően más államok is hozzáférhetnek a természeti erőforrásokhoz. A tavakat ezzel szemben a part menti államok között kell felosztani.
Több mint húsz évi egyeztetés után 2018. augusztus 12-én az érdekelt országok megállapodást írtak alá, amelyben ugyan tengernek minősítették a Kaszpi-tengert, de egyúttal különleges szabályokat is megállapítottak. A vízfelszín közös használatú lesz, a tengerfenéken található kincseket pedig felosztják az öt ország között. A tengeren kizárólag a part menti öt ország katonai egységei lehetnek jelen.